# Нигрис, Альдо де
Хесус Альдо де Нигрис Гуахардо (исп. Jesús Aldo de Nigris Guajardo; род. 22 июля 1983, Монтеррей, штат Нуэво-Леон, Мексика) — мексиканский футболист итальянского происхождения, выступал на позиции нападающего.

## Клубная карьера
Альдо де Нигрис начал свою карьеру в молодёжном клубе «Монтеррей». В 2002 году футболист перешёл в «Тигрес», где за 5 лет выступлений сыграл 86 матчей и забил 9 голов. В 2007 году Альдо стал игроком «Веракруса», где за сезон сыграл 28 матчей и забил 7 мячей, а клуб по итогам чемпионата отправился во Второй Дивизион. В 2008 году де Нигрис отправился в «Некаксу», но не выдержав конкуренции с Уго Родальегой был отдан в аренду в «Монтеррей».
В Апертуре 2009 года «Монтеррей» попал в плей-офф как лучшая третья команда группы. После окончания групповой стадии, 16 ноября 2009 года, скончался брат Альдо — Антонио де Нигрис, выступавший в греческой «Ларисе». Все свои голы за «Монтеррей» в плей-офф Апертуры Альдо посвятил брату. А «Монтеррей», не считавшийся фаворитом чемпионата, одержал победу в плей-офф и в третий раз в истории завоевал титул чемпиона Мексики в Апертуре. Через год Альдо с «бандой» во второй раз стал чемпионом мексиканской Апертуры.

## Международная карьера
Впервые в сборную Мексики де Нигрис был вызван Хавьером Агирре на товарищеские матчи против Боливии 24 февраля и Новой Зеландии 3 марта 2010 года. Дебют Альдо за сборную произошёл в матче против сборной Боливии, где футболист вышел на замену во втором тайме.
Свой первый гол за сборную Альдо забил 30 марта 2011 года в товарищеском матче против сборной Венесуэлы выйдя на замену во втором тайме (1:1).
Хосе Мануэль де ла Торре включил Альдо де Нигриса в список 23-х футболистов на Золотой кубок КОНКАКАФ 2011. В турнире Альдо выходил на замену в пяти матчах из шести, кроме финального матча, и в четырёх из них забивал голы. Сборная Мексики выиграла кубок, а Альдо стал вторым бомбардиром турнира вместе с сальвадорцем Родольфо Селайя.

### Голы за сборную
| #   | Дата          | Место              | Противник      | Счёт | Результат | Соревнование                          |
| --- | ------------- | ------------------ | -------------- | ---- | --------- | ------------------------------------- |
| 01. | 29 марта 2011 | Сан-Диего, США     | Венесуэла      | 1:0  | 1:1       | Товарищеский матч                     |
| 02. | 1 июня 2011   | Денвер, США        | Новая Зеландия | 3:0  | 3:0       | Товарищеский матч                     |
| 03. | 5 июня 2011   | Арлингтон, США     | Сальвадор      | 2:0  | 5:0       | Золотой кубок КОНКАКАФ 2011           |
| 04. | 9 июня 2011   | Шарлотт, США       | Куба           | 3:0  | 5:0       | Золотой кубок КОНКАКАФ 2011           |
| 05. | 18 июня 2011  | Ист-Ратерфорд, США | Гватемала      | 1:1  | 2:1       | Золотой кубок КОНКАКАФ 2011           |
| 06. | 22 июня 2011  | Хьюстон, США       | Гондурас       | 1:0  | 2:0       | Золотой кубок КОНКАКАФ 2011           |
| 07. | 27 мая 2012   | Ист-Ратерфорд, США | Уэльс          | 1:0  | 2:0       | Товарищеский матч                     |
| 08. | 27 мая 2012   | Ист-Ратерфорд, США | Уэльс          | 2:0  | 2:0       | Товарищеский матч                     |
| 09. | 5 июня 2013   | Кингстон, Ямайка   | Ямайка         | 0:1  | 0:1       | Чемпионат мира 2014 отборочный турнир |

## Личная жизнь
Старший брат Альдо Альфонсо де Нигрис является актёром и моделью. Средний брат Антонио также был футболистом, выступал за клубы Мексики, Испании, Колумбии, Бразилии, Турции и Греции, также играл за сборную Мексики, но в 2009 году скончался от сердечного приступа..

## Достижения

### Клубные
- УАНЛ Тигрес:
  - Интерлига (2): 2005, 2006
- Монтеррей:
  - Чемпионат Мексики по футболу (2): Апертура 2009, Апертура 2010
  - Интерлига (1): 2010

### Международные
- Мексика:
  - Золотой кубок КОНКАКАФ (1): 2011